# Гувер (територія)
Дика територія Гувер (англ. Hoover Wilderness) — дика територія в горах Сьєрра-Невада в Каліфорнії, США. Частина Національних лісів Іньйо і Гумбольдт-Тоябі. Була заснована згідно з Актом диких територій 1964 року.